# کومادو د گوینز
کومادو د گوینز (به اسپانیایی: Quemado de Güines) یک منطقهٔ مسکونی در کوبا است که در استان ویا کلارا واقع شده‌است. کومادو د گوینز ۳۳۸ کیلومتر مربع مساحت و ۲۲٬۵۹۰ نفر جمعیت دارد و ۸۵ متر بالاتر از سطح دریا واقع شده‌است.
جمعیت شناسی
درسال ۲۰۰۴ شهرداری کومادو د کویینز دارای جمعیت ۲۲۵۹۰نفر
و دارای  مساحت ۳۳۸ کیلومتر مربع بود